# جون‌ایچی کوچی
جون‌ایچی کوچی (انگلیسی: Jun'ichi Kōuchi; ۱۵ سپتامبر ۱۸۸۶ – ۹ اکتبر ۱۹۷۰) نقاش، کارگردان فیلم، تصویرگر، مانگاکا، و پویانما اهل ژاپن بود.